# Gasparitu
Gasparitu – osada (buurt)  w dzielnicy Rosendaal miasta Willemstad, w dystrykcie Willemstad, w kraju autonomicznym Curaçao, należącym do Holandii, w Ameryce Południowej. 20 października 2023 r. liczyła 7 mieszkańców. Pod względem liczby mieszkańców jest najmniejszą osadą w dzielnicy.  